# Walter Keane
Walter Stanley Keane (Lincoln; 7 de octubre de 1915 – 27 de diciembre de 2000) fue un estafador estadounidense que se hizo famoso durante la década de los 60 cuando reclamó la autoría de una serie de famosas pinturas ampliamente reproducidas que describían niños desamparados con enormes ojos. Las pinturas habían sido de hecho realizadas por su talentosa esposa Margaret Keane. Cuando ella hizo este hecho público, Walter Keane tomo represalias con un artículo del periódico USA Today en el cual una vez más reclamaba que él había hecho el trabajo. 
En el año 1986 Margaret Keane demandó a Walter y al USA Today. Durante la demanda por calumnias, el juez reclamó que el litigante pintara un cuadro en la corte, pero Walter declinó, citando (mintiendo) que en ese momento tenía el hombro dolorido. Margaret entonces produjo una pintura en 53 minutos para los miembros del jurado. El jurado condenó a Walter Keane a retribuirle a Margaret una cifra millonaria por daños emocionales y menoscabo a su reputación.

## Representación en cine
Tim Burton dirigió y produjo una película basada en la vida de Margaret Keane, titulada Big Eyes, sobre su matrimonio con Walter Keane y la prueba de calumnia. Fue estrenada el 25 de diciembre de 2014, con Christoph Waltz como Keane y Amy Adams en el papel de Margaret.